# Kaizōsha
La Kaizōsha (改造社) est une maison d’édition japonaise fondée en 1919 par Yamamoto Sanehiko (ja).

## Revues publiées
- Bungei, un magazine littéraire.
- Kaizō, un magazine généraliste.